# Look Away (песня Darude)
«Look Away» (с англ. — «Отвернись») — песня финских исполнителей Darude и Себастьяна Реймана, представленная на конкурсе «Евровидение-2019» в Тель-Авиве.

## Евровидение
29 января 2019 года во время пресс-конференции «Uuden Musiikin Kilpailu 2019» было объявлено, что Darude будет представлять Финляндию в конкурсе «Евровидение-2019». 2 марта 2019 года в городе Турку состоялся выбор одной из трёх композиций, с которой Darude будет представлять Финляндию на конкурсе. По результатам голосования была выбрана композиция «Look Away» со совместным участием Себастьяна Реймана.
14 мая 2019 года Darude и Себастьян Рейман выступили в первом полуфинале под номером 3, но по итогам голосования, музыканты не прошли в финал конкурса.

## Композиция
| №  | Название    | Длительность |
| -- | ----------- | ------------ |
| 1. | «Look Away» | 2:59         |